# Natalija Fokina-Semenova
Natalija Fokina-Semenova (Gorlivka, 7. srpnja 1982.) ukrajinska je bacačica diska. Na europskom prvenstvu u Helsinkiju osvojila je brončanu medalju, hicem od 62,91 m. Osobni rekord bacila je u Kijevu 2008. godine koji iznosi 64,70 metara.

## Rezultati s velikih natjecanja
| Godina | Natjecanje                         | Mjesto  | Duljina |
| ------ | ---------------------------------- | ------- | ------- |
| 2003.  | europsko U-23 prvenstvo u Poljskoj | 1.      | 59,30 m |
| 2003.  | Univerzijada u Daeguu              | 1.      | 63,11 m |
| 2012.  | Europsko prvenstvo u Helsinkiju    | 3.      | 62,91 m |
| 2013.  | SP u Moskvi                        | 23. (q) | 55,79 m |

## Vanjske poveznice
- Natalija Semenova (iaaf.org)